# Chó chăn cừu Himalaya
Chó chăn cừu Himalaya (tiếng Anh:Himalayan Sheepdog), còn được gọi với cái tên khác là Chó Bhote Kukur hoặc Chó Bhotia, là một giống chó có tác dụng bảo vệ vật nuôi có nguồn gốc từ Nepal. Giống chó miền núi này gần giống với Chó ngao Tây Tạng và có thể liên quan đến Chó chăn cừu lông dài Kinnaur từ Tây Tạng. Đương nhiên, Chó chăn cừu Himalaya yêu thích lối sống ngoài trời và hiếm khi được nhìn thấy ngoài khu vực của Ấn Độ và Nepal. Là một giống mạnh mẽ và cường tráng, chó chăn cừu Himalaya chủ yếu được sử dụng cho mục đích chăn gia súc. Chó chăn cừu Himalaya nổi tiếng trong khu vực như là một người bạn trung thành cũng như một con chó thợ (súc vật lao tác).

## Tính nết
Do là một giống chó có tính năng động, giống chó này không nên bị giữ trong nhà trong một thời gian dài hoặc trong một căn hộ. Chó chăn cừu Himalaya thường được sử dụng như một con chó chăn nuôi hoặc một giống chó dùng để giám sát và do đó đòi hỏi một số lượng lớn các bài tập ngoài trời. Loài này có thể yêu cầu huấn luyện để chúng vâng lời và thuần hóa. Mặc dù giống chó mộc mạc này có thể có xu hướng hung dữ với người lạ, chúng tỏ ra trung thành với chủ nhân của chúng, khiến chúng đóng vai trò bạn đồng hành trung thành. Ngoài việc đóng vai trò cảnh giác và có tính bảo vệ lãnh thổ, chúng cũng trìu mến và dịu dàng với chủ nhân của chúng, khiến giống chó này đóng vai trò vật nuôi gia đình cách phù hợp. Đối với Chó chăn cừu Himalaya, không nên có sự hiện diện của vật nuôi khác, vì chúng có xu hướng tấn công và ghen tuông đối với động vật khác.